# GlazenHuis

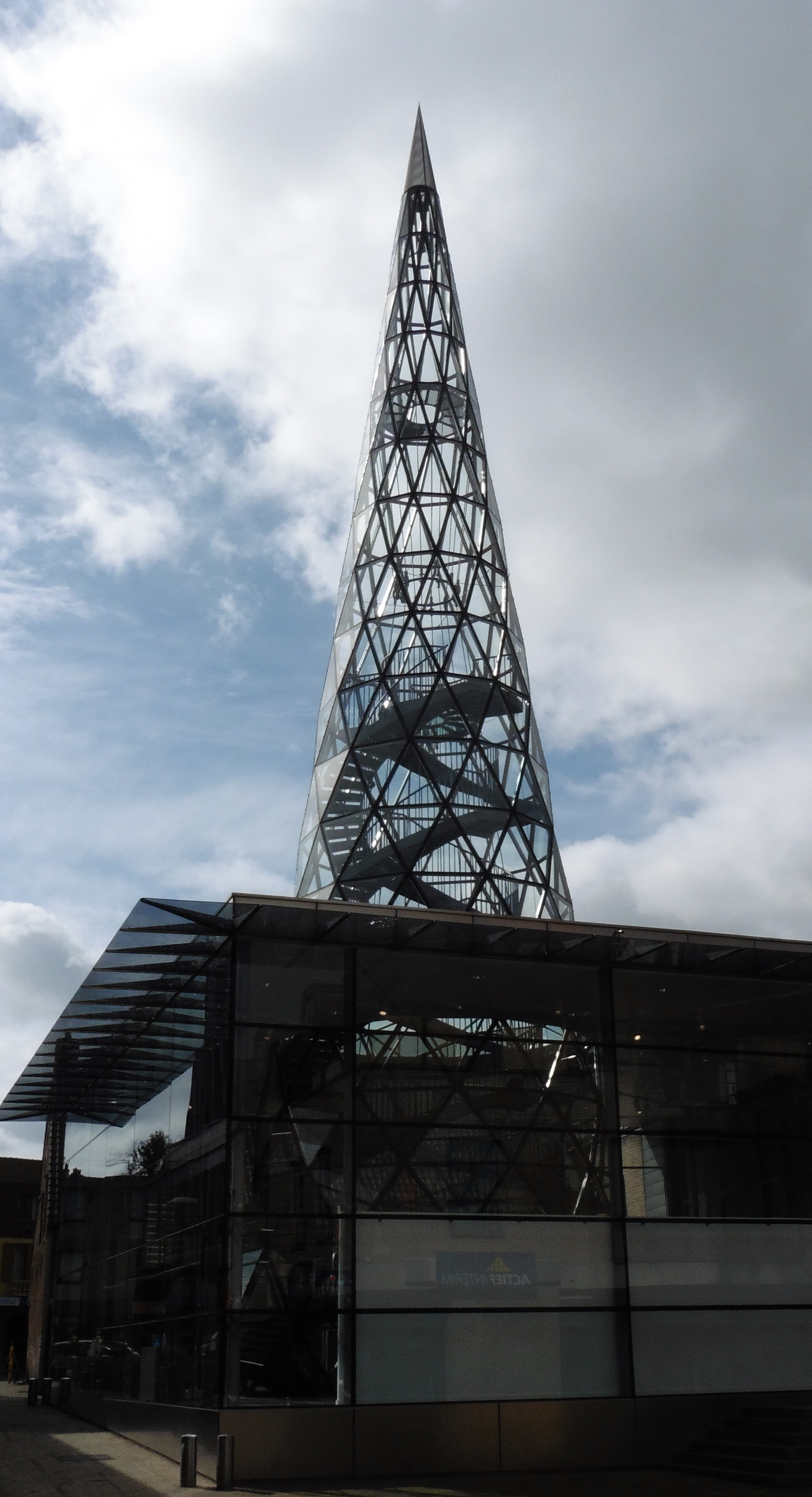
Het GlazenHuis

Het GlazenHuis in Lommel is het Vlaams centrum voor hedendaagse glaskunst, tevens een museum en een verkoopcentrum.
De voornaamste doelstelling van het GlazenHuis is glas als artistiek medium een plaats geven in de hedendaagse kunst. De bredere doelstelling van het GlazenHuis is om glas te promoten in al zijn facetten. Het centrum belicht glas in het dagelijks gebruik, in design, doorheen de geschiedenis en in de toekomst. 

## Geschiedenis
In 1845 ontdekte men kwartszand in de buurt van Lommel bij het graven van het Kanaal Bocholt-Herentals. Kwartszand is erg zuiver en heeft uitzonderlijke fijne korrels. Het is daarom uitermate geschikt voor de productie van glas. De eerste zandgroeven - nabij de Blauwe kei in 1887 en Kattenbos in 1891 - werden uitgebaat door de gemeente. In 1896 werd de eerste particuliere zandgroeve opgericht. Tegen 1910 waren er vele lokale zandboeren actief in de zandgroeven. Het zand werd vervoerd naar productiebedrijven in onder andere de glasnijverheid. Aanvankelijk gebeurde de ontginning van kwartszand op kleine schaal op basis van mankracht. In de loop der jaren door de vooruitgangen geboekt op vlak van technologische en geografische uitbouw, verloopt de zandontginning op grotere schaal en werden het merendeel van vroegere ontginningssites verlaten.

## Architectuur

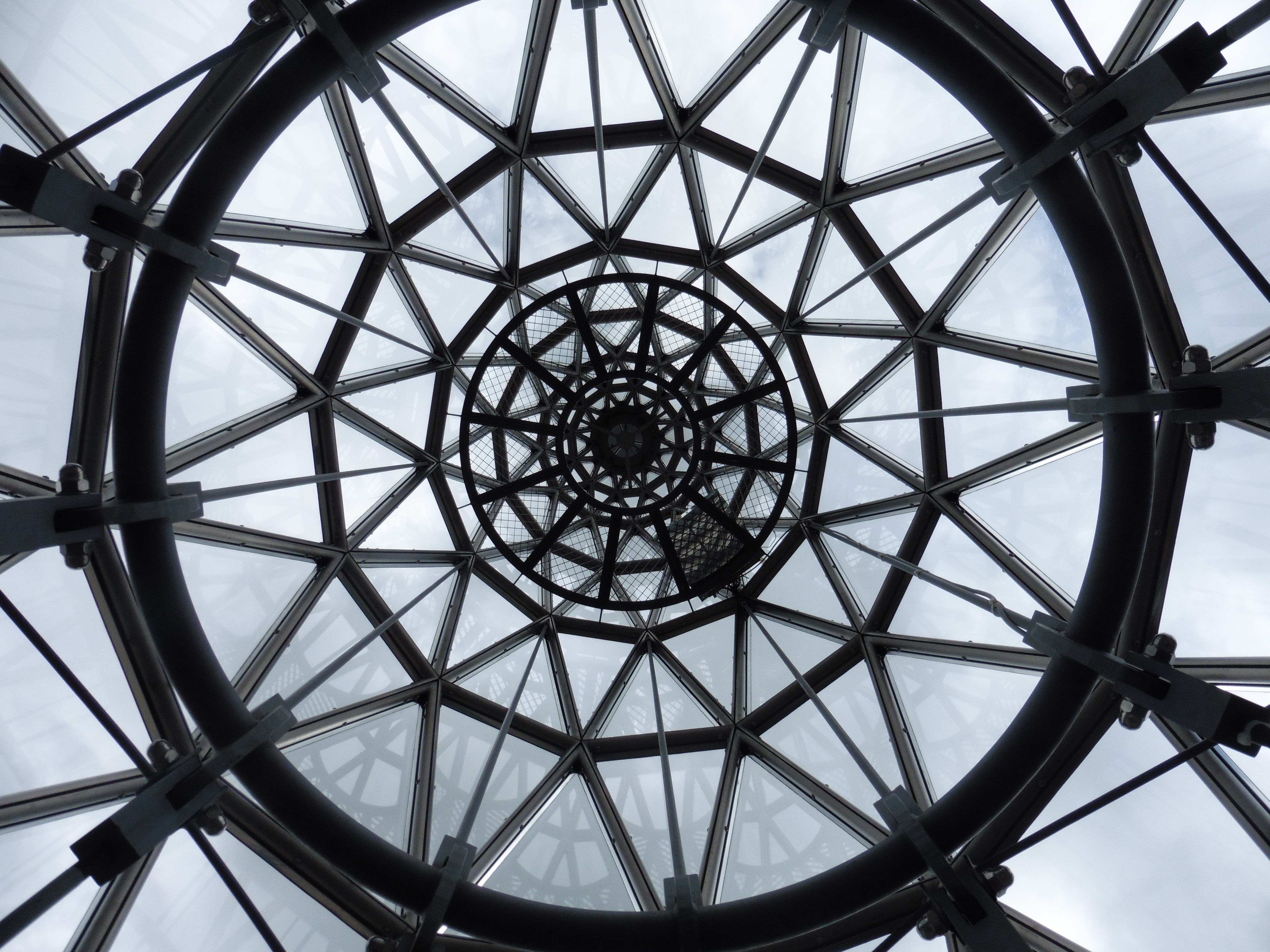
Onderaanzicht van de kegel van het GlazenHuis

Het GlazenHuis werd ontworpen door Philippe Samyn en zijn partners in 2007. Opvallend is de glazen kegel met een hoogte van 30 meter. De structuur van staal ondersteunt het glas en omlijst de glazen elementen. Langs de binnenkant van de kegel hangen twee identieke stalen trappen die een spiraal vormen naar boven. Rond de glazen kegel is er een 6 meter hoge glazen doos en een ondergrondse verdieping die drie expositieruimtes herbergen op verschillende niveaus. De expositieruimtes op de benedenverdieping en op het gelijkvloers staan in directe verbinding met het glasatelier. Het GlazenHuis vormt een symbool voor de stad Lommel als glasstad.

## Collectie
De collectie van het GlazenHuis omvat werken van gerenommeerde nationale en internationale kunstenaars maar ook het werk van designers en jonge talenten. Daarnaast toont het werken uit zowel private als openbare collecties. De glaskunstcollectie van de stad Lommel bestaande uit meer dan 800 kunstwerken, is een voorbeeld van een openbare collectie waarvan stukken in het GlazenHuis worden tentoongesteld.

## Tentoonstellingen
Het GlazenHuis openende zijn deuren in mei 2007. Sindsdien heeft het GlazenHuis elk jaar drie tijdelijke tentoonstellingen gehuisvest. Deze tentoonstellingen vertrekken steeds vanuit een andere visie en richten zich op verschillende aspecten van het glas, zoals onder andere het informatieve, technische, beeldende, conceptuele of thematisch aspect. Voor elke tentoonstelling worden internationaal gerenommeerde kunstenaars en ontwerpers uitgenodigd die hun werk presenteren. 
Ondertussen heeft het GlazenHuis tweeëntwintig tentoonstellingen geëxposeerd met hoogtepunten zoals De smaak van glas (2010), Het glascanvas (2011) en International glass prize (2012).

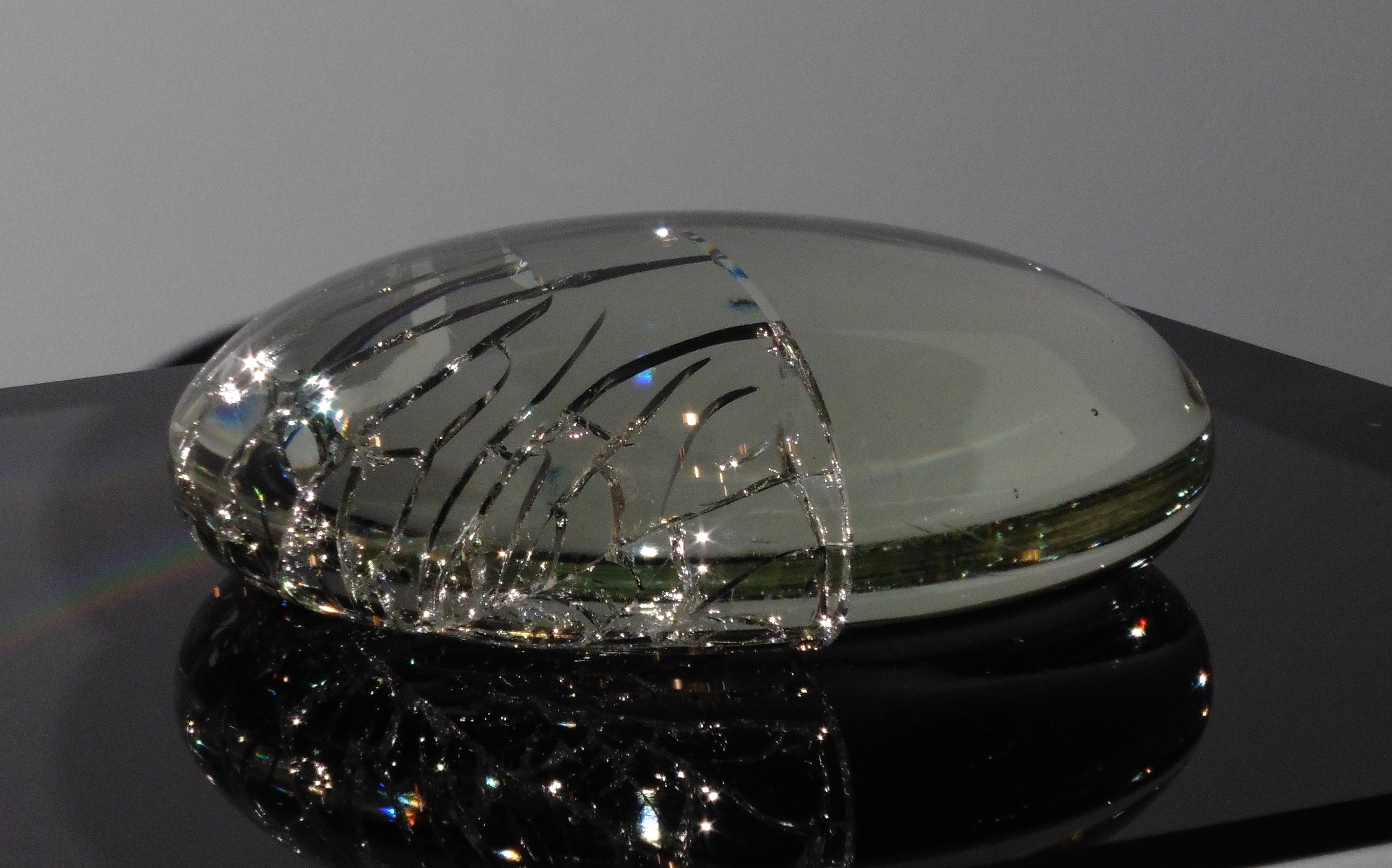
Noctilucent, Michael Scheiner, 1956 Philadelphia

- 2007: The accident, Meesters en technieken
- 2008: Collectors, Glasswear, Sandbox
- 2009: Booms Glas, Anima mundi, Tenuous tenacity
- 2010: De stedelijke glascollectie, De smaak van glas, Tsjechisch glas
- 2011: Het glascanvas, Glasinterland
- 2012: International glass prize, De schenking
- 2013: 3 solo shows, Young masters
- 2014: UK glass, Body talk
- 2015: International glass prize, Beste buren - ceci n'est pas du verre
- 2016: Whereabouts

## Glasatelier
Het GlazenHuis stelt niet alleen glaskunst tentoon maar wil ook het ontstaan van glascreaties laten zien. Hiervoor beschikken ze over een glasatelier. Bezoekers aan het GlazenHuis kunnen de activiteiten in het glasatelier bewonderen vanuit de tentoonstellingsruimten. 
Het glasatelier bestaat uit een warmglas- en een koudglasafdeling. Tot de warmglasafdeling behoren onder andere de smeltovens, inwarmovens, afkoelovens, fusingovens, glasblazersbanken, en blaaspijpen. De koudglasafdeling heeft daarentegen een vlakslijpmachine, een handslijpmachine, een diamantzaagmachine, een diamantboormachine, een bandschuurmachine, een verticaal slijpwiel, een zandstraalcabine en een graveercabine. 

## Workshops/cursussen
Educatie is een belangrijke doelstelling van het GlazenHuis. Om deze doelstelling te vervullen organiseert het GlazenHuis zowel workshops als cursussen. De workshops nemen ze in eigen beheer. De cursussen worden verzorgd door het opleidingscentrum SYNTRA Hasselt en het Noord-Limburgs instituut voor kunstonderwijs. Voorbeelden van workshops en cursussen zijn onder andere glasgieten voor beginners en glasjuwelen maken met Suzanne Venema.

## De glasshop

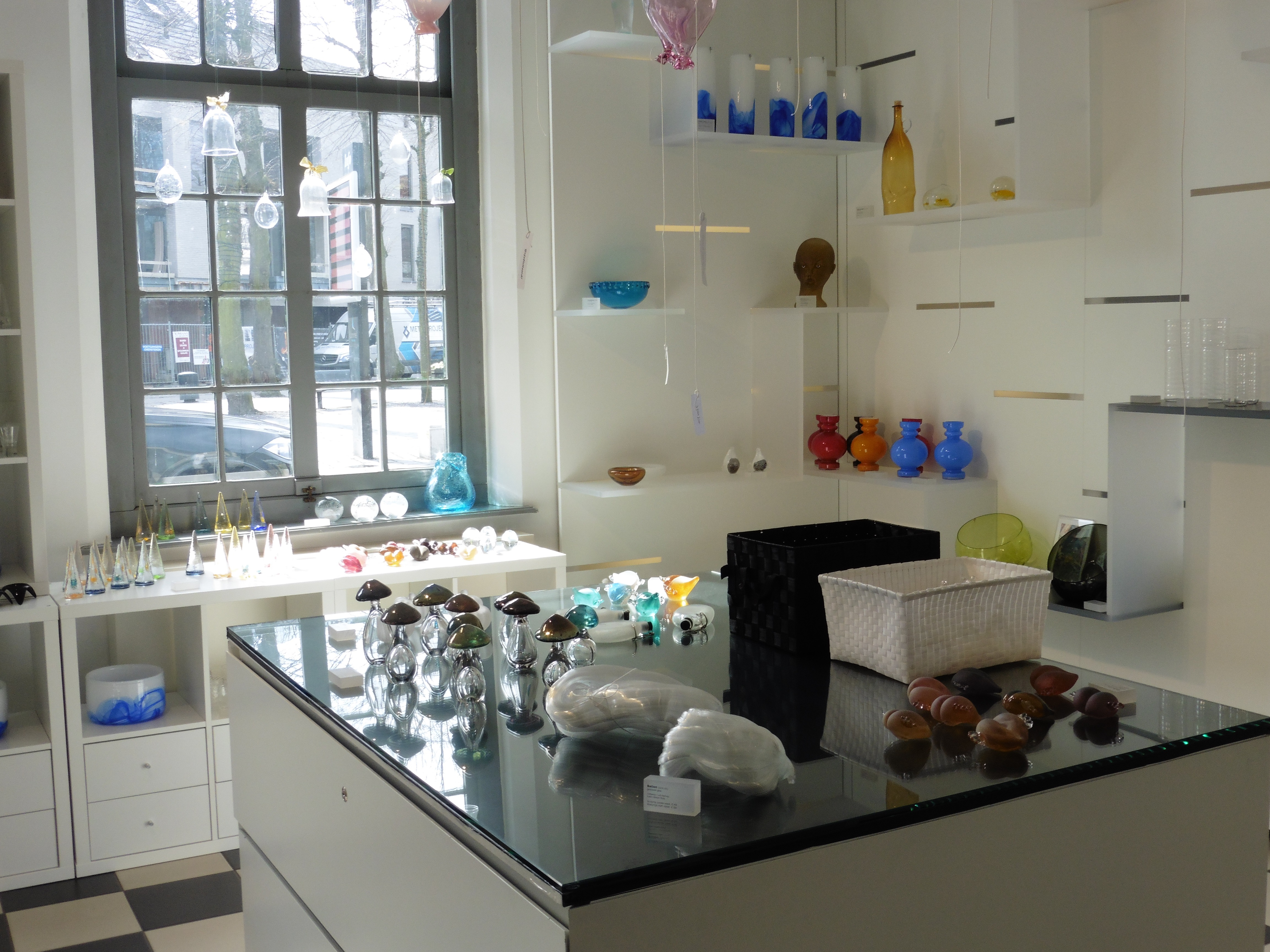
De glasshop

De glasshop is gevestigd in het geklasseerde Huis Aerts, een stukje erfgoed van Lommel. Het werd in 1805 opgericht door de eerste burgemeester van Lommel, Joannes Aerts. Het Huis Aerts heeft gefungeerd als afspanning, logementhuis en herberg. Sinds 2007 is het een onderdeel van het GlazenHuis. In de glasshop vindt men nog steeds authentieke elementen van het Huis Aerts terug. 
In de shop staan heel wat glasobjecten en glaskunstwerken te koop en er worden ook glasobjecten op maat gemaakt. Daarnaast bevindt zich in de shop een gespecialiseerde bibliotheek. De boeken en catalogen kunnen ter plaatse geraadpleegd worden. Ze worden aangeboden door de bibliotheek van Lommel.